# Pontificia Universidad Católica de Paraná
La Pontificia Universidad Católica de Paraná (Pontifícia Universidade Católica do Paraná; o PUCPR) es una universidad católica privada sin ánimo de lucro. El campus principal está situado en Curitiba, la ciudad capital del Estado de Paraná, Brasil. La universidad dispone de cuatro campus más en Londrina, Maringá, São José dos Pinhais y Toledo. Mantiene la universidad la APC (Associação Paranaense de Cultura), una organización de los Hermanos Maristas. El Arzobispo católico de la ciudad de Curitiba es el canciller de la Universidad.
El campus de Curitiba fue el primero e incluye cinco unidades académicas: el Centro Biológico y de Ciencias de la Salud, el Centro Tecnológico y de Ciencias Exactas, el Centro para las Ciencias Jurídicas y Sociales, el Centro para las Humanidades y la Teología, y la Escuela Empresarial. Los edificios principales del campus son la biblioteca central, que dirige el sistema de biblioteca integrado (ILS), los laboratorios de búsqueda, las aulas y salas de conferencias, un teatro de 570 asientos, una planta piloto y un complejo de deportes. El Museo de Zoología, con una colección de más de 6,000 especímenes y un Herbarium con aproximadamente 7,000 plantas conservadas está situada en el campus de Curitiba.
Hay más de 27.000 estudiantes en los 60 estudios universitarios y más de 150 cursos de postgrado. Hay 22 licenciaturas, con niveles para los másteres y doctorados: Ciencias de Salud, Derecho, Ciencia Animal, Administración Urbana, Filosofía, Teología, Administración Empresarial, Ingeniería Mecánica, Salud Dental, Ingeniería de Producción, Educación, Informática y Tecnología de la Salud.